# Wade Trophy
Le Wade Trophy ou Trophée Wade est une récompense décernée annuellement à la meilleure basketteuse universitaire de la Division I de la National Collegiate Athletic Association. Il est nommé d'après l'entraîneuse triple championne de Delta State University Lily Margaret Wade. Il est remis depuis 1978. Il est sponsorisé par State Farm Insurance et est décerné par la convention de la Women's Basketball Coaches Association (WBCA).
Les Huskies du Connecticut détiennent le plus grand nombre de récipiendaires avec neuf. Maya Moore est la seule joueuse trois fois honorée, entre 2009 et 2011. Nancy Lieberman (1979, 1980), Seimone Augustus (2005, 2006), Brittney Griner (2012, 2013), Breanna Stewart (2015, 2016), Sabrina Ionescu (2019, 2020) et Caitlin Clark (2023, 2024) sont les six autres joueuses deux fois distinguées. Des joueuses de Louisiana Tech, Old Dominion, Baylor et Texas ont remporté le trophée à trois reprises. Il n'y a jamais eu de départage.

## Éligibilité et critères
Toutes les joueuses académiquement éligibles en NCAA Division I sont candidates, à l'exception des freshmen (étudiants de première année).
Critères:
- Membre l'équipe-type Kodak/WBCA All-America NCAA Division I
- Matches et statistiques de la saison
- Impact sur l'équipe
- Leadership
- Personnalité
- Polyvalence
- Honorer l'« esprit de Margaret Wade » selon les termes définis par la WBCA et la National Association for Girls and Women in Sport (NAGWS)

## Palmarès

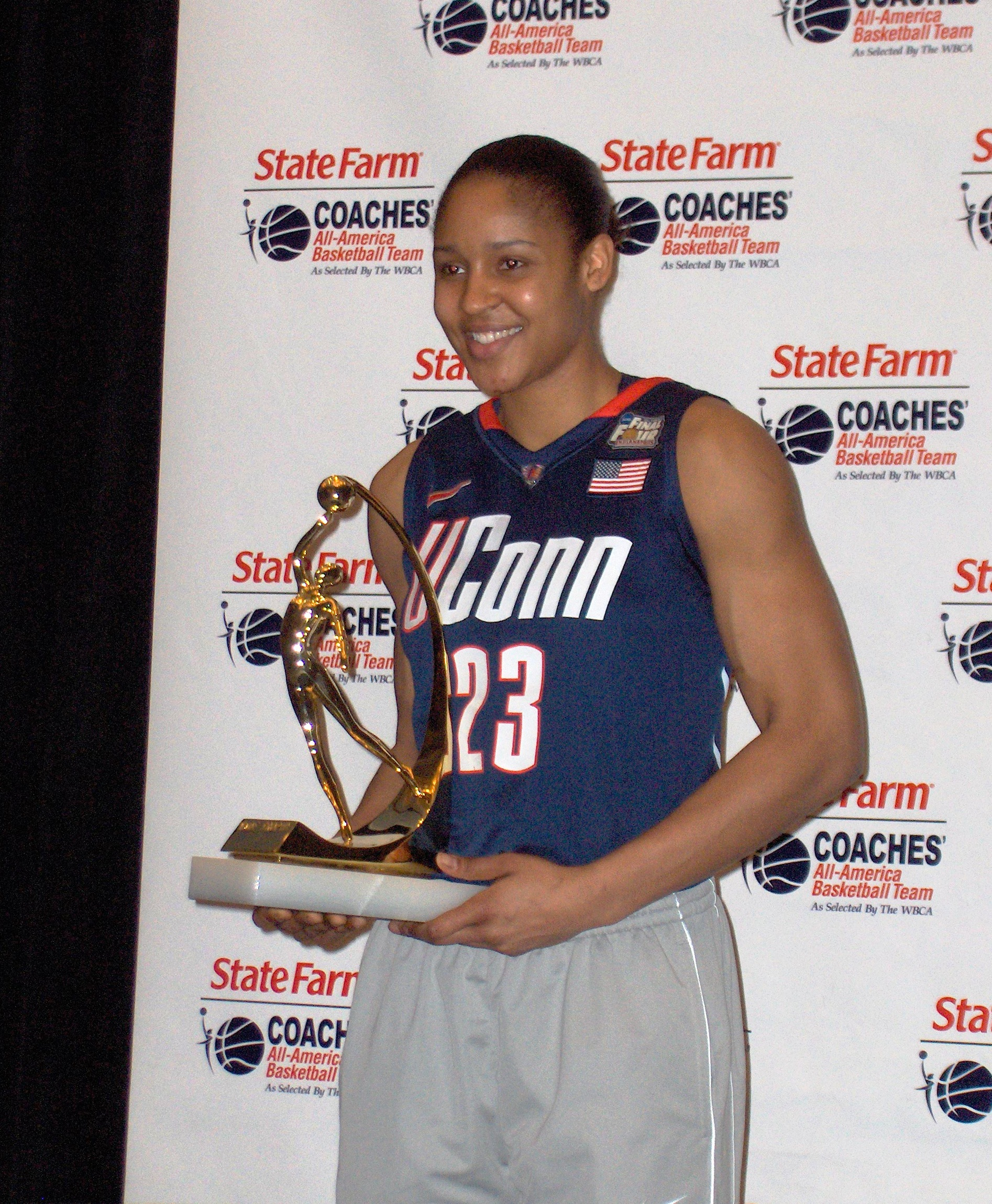
Maya Moore est la seule triple lauréate.

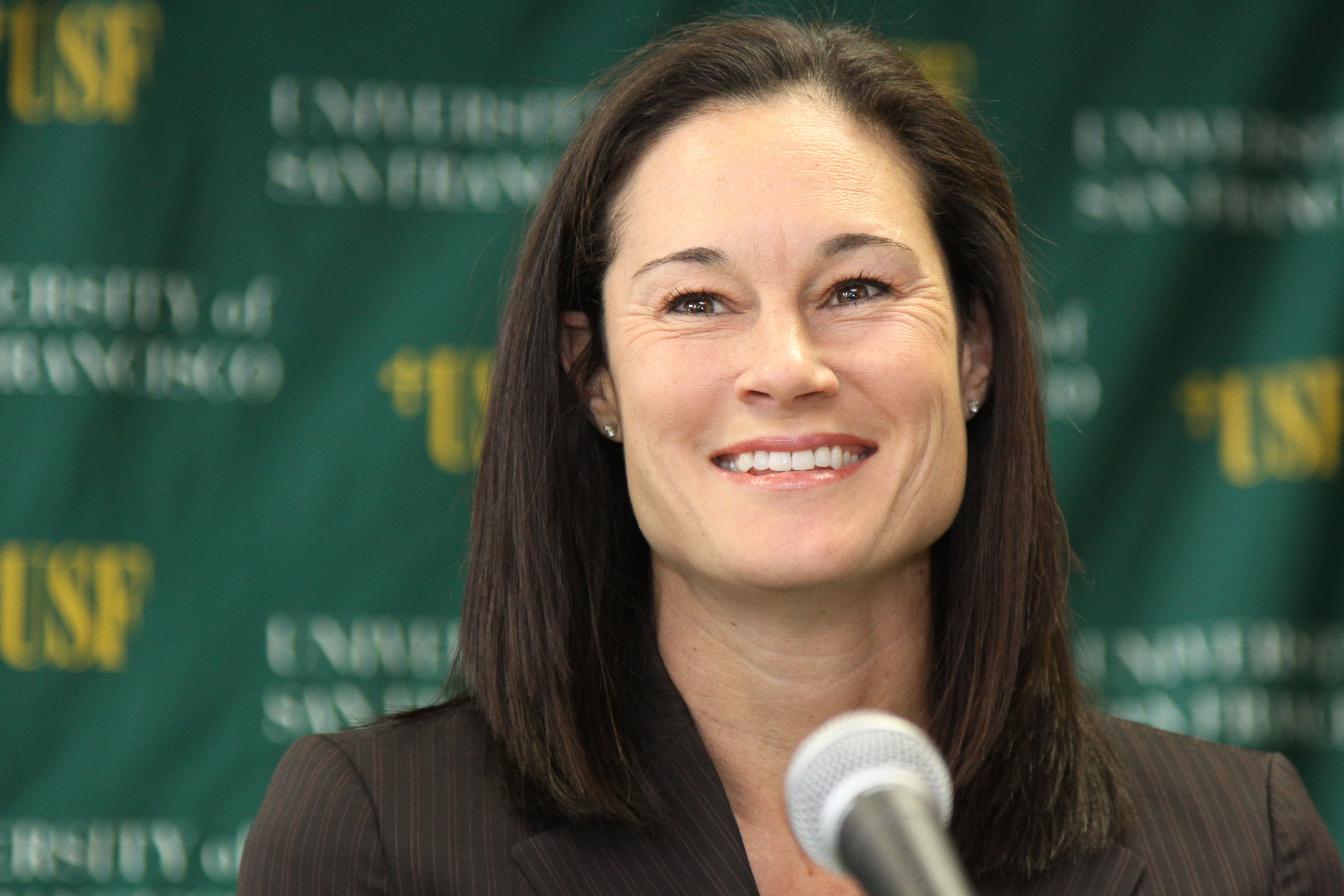
Jennifer Azzi lauréate 1990 sous les couleurs de Stanford.

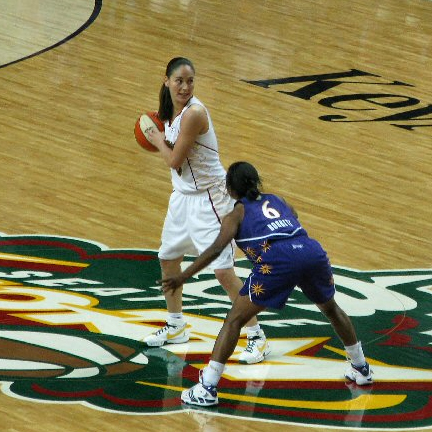
Sue Bird, en blanc, lauréate 2002

|             | Introduit aux Basketball Hall of Fame.                                               |
|             | Introduit aux Women's Basketball Hall of Fame                                        |
|             | Introduit aux Basketball Hall of Fame et aux Women's Basketball Hall of Fame.        |
| Joueuse (X) | Indique le nombre de fois où la joueuse avait été nommé MVP à ce moment-là.          |
| Équipe (X)  | Indique le nombre de fois qu'une joueuse de cette équipe avait gagné à ce moment-là. |

| Saison    | Joueuse                 | Position    | Université                       | Classe            |
| --------- | ----------------------- | ----------- | -------------------------------- | ----------------- |
| 1977-1978 | Carol Blazejowski       | Ailière     | Red Hawks de Montclair State     | Senior            |
| 1978-1979 | Nancy Lieberman         | Arrière     | Monarchs d'Old Dominion          | Junior            |
| 1979-1980 | Nancy Lieberman (2)     | Arrière     | Monarchs d'Old Dominion          | Senior            |
| 1980-1981 | Lynette Woodard         | Arrière     | Jayhawks du Kansas               | Senior            |
| 1981-1982 | Pam Kelly (en)          | Pivot       | Lady Techsters de Louisiana Tech | Senior            |
| 1982-1983 | LaTaunya Pollard (en)   | Arrière     | 49ers de Long Beach State        | Senior            |
| 1983-1984 | Janice Lawrence         | Ailière     | Lady Techsters de Louisiana Tech | Senior            |
| 1984-1985 | Cheryl Miller           | Ailière     | Trojans d'USC                    | Junior            |
| 1985-1986 | Kamie Ethridge          | Arrière     | Longhorns du Texas               | Junior            |
| 1986-1987 | Shelly Pennefather (en) | Ailière     | Wildcats de Villanova            | Senior            |
| 1987-1988 | Teresa Weatherspoon     | Arrière     | Lady Techsters de Louisiana Tech | Senior            |
| 1988-1989 | Clarissa Davis          | Ailière     | Longhorns du Texas               | Senior            |
| 1989-1990 | Jennifer Azzi           | Arrière     | Cardinal de Stanford             | Senior            |
| 1990-1991 | Daedra Charles          | Pivot       | Lady Volunteers du Tennessee     | Senior            |
| 1991-1992 | Susan Robinson (en)     | Ailière     | Lady Lions de Penn State         | Senior            |
| 1992-1993 | Karen Jennings (en)     | Ailière     | Cornhuskers du Nebraska          | Senior            |
| 1993-1994 | Carol Ann Shudlick (en) | Ailière     | Golden Gophers du Minnesota      | Senior            |
| 1994-1995 | Rebecca Lobo            | Pivot       | Huskies du Connecticut           | Senior            |
| 1995-1996 | Jennifer Rizzotti       | Arrière     | Huskies du Connecticut           | Senior            |
| 1996-1997 | DeLisha Milton-Jones    | Ailière     | Gators de la Floride             | Senior            |
| 1997-1998 | Ticha Penicheiro        | Arrière     | Monarchs d'Old Dominion          | Senior            |
| 1998-1999 | Stephanie White         | Arrière     | Boilermakers de Purdue           | Senior            |
| 1999-2000 | Edwina Brown (en)       | Arrière     | Longhorns du Texas               | Senior            |
| 2000-2001 | Jackie Stiles           | Arrière     | Lady Bears de Missouri State     | Senior            |
| 2001-2002 | Sue Bird                | Arrière     | Huskies du Connecticut           | Senior            |
| 2002-2003 | Diana Taurasi           | Ailière     | Huskies du Connecticut           | Junior            |
| 2003-2004 | Alana Beard             | Arrière     | Blue Devils de Duke              | Senior            |
| 2004-2005 | Seimone Augustus        | Arrière     | Lady Tigers de LSU               | Junior            |
| 2005-2006 | Seimone Augustus (2)    | Arrière     | Lady Tigers de LSU               | Senior            |
| 2006-2007 | Candace Parker          | Pivot       | Lady Volunteers du Tennessee     | Junior            |
| 2007-2008 | Candice Wiggins         | Arrière     | Cardinal de Stanford             | Senior            |
| 2008-2009 | Maya Moore              | Ailière     | Huskies du Connecticut           | Sophomore         |
| 2009-2010 | Maya Moore (2)          | Ailière     | Huskies du Connecticut           | Junior            |
| 2010-2011 | Maya Moore (3)          | Ailière     | Huskies du Connecticut           | Senior            |
| 2011-2012 | Brittney Griner         | Pivot       | Lady Bears de Baylor             | Junior            |
| 2012-2013 | Brittney Griner (2)     | Pivot       | Lady Bears de Baylor             | Senior            |
| 2013-2014 | Odyssey Sims            | Meneuse     | Lady Bears de Baylor             | Senior            |
| 2014-2015 | Breanna Stewart         | Ailière     | Huskies du Connecticut           | Junior            |
| 2015-2016 | Breanna Stewart (2)     | Ailière     | Huskies du Connecticut           | Senior            |
| 2016-2017 | Kelsey Plum             | Arrière     | Huskies de Washington            | Senior            |
| 2017-2018 | A'ja Wilson             | Ailière     | Gamecocks de la Caroline du Sud  | Senior            |
| 2018-2019 | Sabrina Ionescu         | Meneuse     | Ducks de l'Oregon                | Junior            |
| 2019-2020 | Sabrina Ionescu (2)     | Meneuse     | Ducks de l'Oregon                | Senior            |
| 2020-2021 | NaLyssa Smith           | Ailier fort | Lady Bears de Baylor             | Junior            |
| 2021-2022 | Aliyah Boston           | Pivot       | Gamecocks de la Caroline du Sud  | Junior            |
| 2022-2023 | Caitlin Clark           | Meneuse     | Hawkeyes de l'Iowa               | Junior            |
| 2023-2024 | Caitlin Clark (2)       | Meneuse     | Hawkeyes de l'Iowa               | Senior            |
| 2024-2025 | Paige Bueckers          | Meneuse     | Huskies du Connecticut           | Senior (5e année) |